# Börje Ekelund
Börje Oscar Ekelund, född 1 december 1912 i Björneborg, död 19 september 2001, var en finländsk fysiker.
Ekelund, som var son till lantmätare, diplomingenjör August (Acku) Garibaldi Ekelund och Esther Ingeborg Tallqvist, blev student 1931, filosofie kandidat och filosofie magister 1936, avlade pedagogexamen 1936 samt blev filosofie licentiat och filosofie doktor 1954. Han var lärare i matematik och fysik vid Björneborgs svenska samskola 1938–1946, förordnad att föreläsa i fysik vid Åbo Akademi 1946–1956, assistent 1947–1956, docent i fysik 1956–1974, akademilektor 1956–1975 och docent i fysikalisk didaktik från 1974.
Ekelund var timlärare vid Svenska klassiska lyceum i Åbo 1946–1947, lärare vid sommarkurser vid Åbo Akademi 1945–1956 och rektor för dessa 1951–1956. Han var sekreterare vid Åbo Akademis Studentkår 1934–1935 och ordförande för Naturvetenskapliga klubben vid Åbo Akademi 1948–1951.